# Lunes de Pascua
El Lunes de Pascua o Lunes de la Octava de Pascua es el día después de la Pascua, Domingo de Resurrección o Domingo de Pascua, celebrado (y festivo) en gran parte del mundo. Desde el nuevo ordo litúrgico de Pablo VI, sin embargo, no se le contempla como una fiesta litúrgica. Se trata tan solo del segundo día de la Octava de Pascua, periodo de celebración, por parte de los cristianos, de la resurrección de Jesús.

## Celebración

### En España
En España es un día festivo en Cataluña, Baleares, la Comunidad Valenciana, Navarra, el País Vasco, Cantabria, Galicia y La Rioja, y en algunas localidades del Aragón Oriental (Cinca Medio), así como de Asturias (como Avilés), Cáceres (Arroyo de la Luz, Jaraíz de la Vera, Trujillo y Jaraicejo), Badajoz (La Garrovilla) y Córdoba (Alcaracejos, Bujalance , Villanueva del Duque y El Viso).
En Cataluña, las Islas Baleares y la Comunidad Valenciana este día representa el fin de la Semana Santa. Las familias y amigos se reúnen para comer las monas de Pascua, a la vez que se celebran numerosos encuentros y actividades culturales.